# Antona suapurensis
Antona suapurensis är en fjärilsart som beskrevs av Rothschild 1912. Antona suapurensis ingår i släktet Antona och familjen björnspinnare. Inga underarter finns listade i Catalogue of Life.